# La Part de l'enfant
Pour plus de détails, voir Fiche technique et Distribution.
La Part de l'enfant est un court métrage français réalisé par Georges Rouquier, sorti en 1945.

## Fiche technique
- Titre : La Part de l'enfant
- Réalisation : Georges Rouquier
- Commentaires écrits par : Etienne Lallier et Jacqueline Jacoupy
- Animation : Henri Sarrade
- Musique : Henri Sauguet
- Chef de l'orchestre : André Girard et Pierre Levent
- Pays d'origine :  France
- Durée : 15 minutes